# Sociedade Israelita Brasileira de Cultura e Beneficência
Sociedade Israelita Brasileira de Cultura e Beneficência (SIBRA) é uma instituição judaica localizada no bairro Rio Branco, em Porto Alegre, capital do estado do Rio Grande do Sul, Brasil. Fundada em 29 de agosto de 1936 por imigrantes judeus alemães, a SIBRA é reconhecida como a primeira sinagoga reformista do estado e uma das mais antigas do Brasil neste segmento religioso .

## História
A SIBRA foi fundada em 29 de agosto de 1936, nos altos da Confeitaria Rocco, no centro de Porto Alegre, por imigrantes judeus oriundos da Alemanha, motivados pela ascensão do nazismo e perseguições políticas e religiosas . Seu objetivo era estabelecer uma comunidade judaica organizada que preservasse os princípios do judaísmo reformista em solo brasileiro .
A sede atual da sinagoga foi inaugurada em 1960 na Rua Mariante, consolidando-se como um espaço religioso, cultural e comunitário de referência para o judaísmo liberal no sul do Brasil .
Em sua trajetória de inovação dentro do judaísmo reformista, em 2024 a SIBRA tornou-se a primeira sinagoga no Brasil a apresentar uma mulher como líder religiosa, refletindo o compromisso da congregação com a igualdade de gênero e os valores progressistas do judaísmo liberal .

## Sinagoga
A sinagoga da SIBRA abriga serviços religiosos regulares, celebrações das datas principais do calendário judaico, bem como eventos culturais, educativos e inter-religiosos. O espaço é voltado à promoção de valores como igualdade de gênero, inclusão social e diálogo com a sociedade.

## Atividades e Afiliados
A SIBRA é filiada à World Union for Progressive Judaism e à Federação Israelita do Rio Grande do Sul (FIRS) , promovendo uma ampla gama de atividades:
- Serviços religiosos reformistas;
- Ensino da língua hebraica, Torá e tradições judaicas;
- Programas sociais e culturais;
- Atividades educativas e recreativas para jovens e adultos;
- Projetos de justiça social e de diálogo inter-religioso.

## Reconhecimento
Em 2006, por ocasião do seu 70º aniversário, a SIBRA foi homenageada pela Câmara Municipal de Porto Alegre por sua contribuição histórica à cultura, à diversidade religiosa e ao fortalecimento da identidade judaica na cidade .